# Rawang
Le rawang (rvwàng, prononcé /rəwaŋ/ en rawang) est une langue tibéto-birmane principalement parlée dans le nord de la Birmanie, mais aussi en Chine, Inde et Thaïlande.

## Répartition géographique
Les Rawang résident dans l'extrême nord de l'État Kachin.

## Classification interne
Au sein du tibéto-birman, le rawang fait partie des langues nung, aux côtés du drung et de l'anong.

## Écriture
L’orthographe rawang a été développée par Robert H. Morse en 1962 et 1963, et est basée sur le dialecte mvtwang considéré comme le dialecte le plus central en Birmanie et qui est devenu la norme pour la communication entre les différents groupes rawang. La lettre ə est initialement utilisée pour transcrire une voyelle moyenne centrale /ə/ qui est maintenant transcrite avec la lettre v.
| Lettres        | a | b | ch  | d | e | g    | h | i | j  | k  | l | m | n | ng | ny | o | ø | p  | q | r | s | sh | t  | u | v | w | y | z |
| Prononciations | ɑ | p | tʃʰ | t | e | g, k | h | i | tʃ | kʰ | l | m | n | ŋ  | ɲ  | o | ɯ | pʰ | ʔ | ɾ | s | ʃ  | tʰ | u | ə | w | j | z |

Les tons sons indiqués à l’aide de signes diacritiques : l’accent aigu pour le ton haut descendant ‹ á ›, le macron pour le ton moyen ‹ ā ›, l’accent grave pour le ton bas descendant ‹ à › ; et le deux-points indique les voyelles longues ‹ a꞉ ›. Les syllabes terminant avec une consonne occlusive (-p, -t, -q, -k) ont un ton haut.

## Sources
- (en) Randy J. LaPolla et Dory Poa, Rawang texts, LINCOM, coll. « Languages of the World/Text Collections » (no 18), 2001 (lire en ligne)
- (en) Randy J. LaPolla et David Sangdong, Rawang-English-Burmese dictionary (A Tibeto-Burma language spoken in Myanmar), Breakthrough Language Development and Training Center, 2015 (www.rawang.org/files/Rvwang-English-Burmese dictionary.pdf)
- (en) Randy J. LaPolla, « Nominalization in Rawang », Linguistics of the Tibeto-Burman Area, vol. 31, no 2,‎ octobre 2008 (lire en ligne)
- (en) Randy J. LaPolla, « Relative Clause Structures in the Rawang Language », Language and Linguistics, vol. 9, no 4,‎ 2008 (lire en ligne)
- (en) Randy J. LaPolla, « Transitivity Harmony in the Rawang Language of Northern Myanmar », dans L. de Beuzeville, P. Peters, Proceedings of the 2008 Conference of the Australian Linguistics Society, 2010 (lire en ligne)
- (en) Robert H. Morse, Hierarchical levels of Rawang phonology (thèse de M.A.), Indiana University, 1962
- (en) Robert H. Morse, « Phonology of Rawang », Anthropological Linguistics, vol. 5, no 5,‎ 1963, p. 17–41 (JSTOR 30022421)